# Padogobius bonelli
Padogobius bonelli е вид лъчеперка от семейство Попчеви (Gobiidae).

## Разпространение
Видът е разпространен в Италия, Словения, Хърватия и Швейцария.